# Johann Berger
Pour les articles homonymes, voir Berger (homonymie).
Johann Nepomuk Berger est un maître d'échecs autrichien né le 11 avril 1845 à Graz et mort le 17 octobre 1933. Il fut également théoricien des échecs, auteur de livres sur le sujet et éditeur.

## Biographie
Berger a appris à jouer aux échecs à l'âge de 16 ans.
Entre 1880 et 1908, il participa à un grand nombre de tournois d'échecs mais ne put en gagner aucun, se plaçant surtout au milieu du peloton. Par conséquent, il a annoncé son retrait de l'arène du tournoi à plusieurs reprises mais a rechuté à plusieurs reprises.
Professionnellement à partir de 1899, il fut directeur de l'Académie commerciale de Graz et professeur à l'Université technique. Il y enseigne le droit commercial et la comptabilité. En 1905, il devient conseiller de canton.
Contrairement à ce que l'on trouve parfois dans la littérature échiquéenne, ce n'est pas Johann Berger qui a participé au tournoi de Brno en 1931 mais Vladimir Berger de Prague.
Une partie de sa bibliothèque sur les échecs fait maintenant partie des fonds de la Bibliothèque d'État de Styrie à Graz.

## Carrière

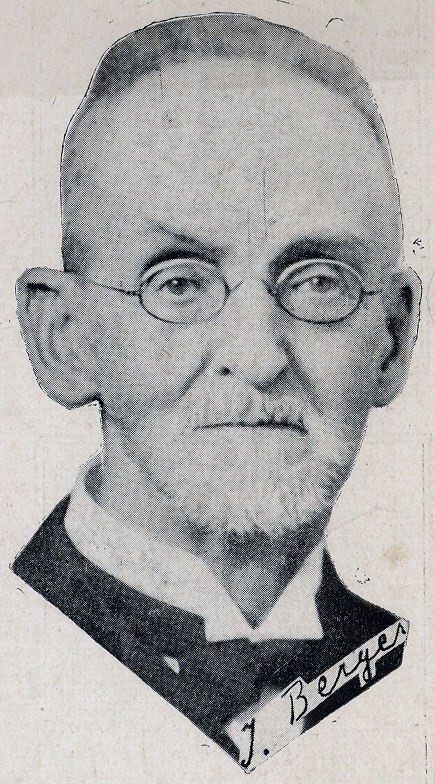
Photographie de Berger en 1930.

En septembre 1870, Johann Berger remporte le premier tournoi de l'Empire austro-hongrois qui se tient dans sa ville natale de Graz.
En 1875 il remporte une partie contre Alexander Wittek.
Au tournoi de Graz de 1880, il arrive cinquième, dixième à Berlin en 1881.

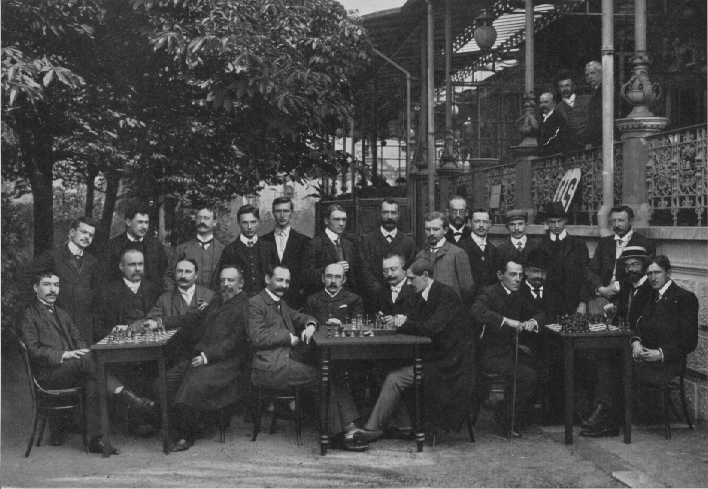
Tournoi d'échecs de Karlsbad de 1907 : (assis) Rubinstein, Marco, Fähndrich, Tschigorin, Schlechter, Hofter, Tietz, Maróczy, Janowski, Dr. Neustadtl, Drobny, Marshall, (debout) Niemzowitsch, Wolf, Mieses, Cohn, Johner, Leonhardt, Salwe, Vidmar, Berger, Spielmann, Dus-Chotimirski, Tartakower, Dr. Olland.

Aux tournois de Hambourg de 1885, de Francfort de 1887, il finit respectivement douzième et sixième. Il arrive régulièrement dans les quinze premiers à des tournois en Autriche ou en Allemagne jusqu'en 1908.
Il est le vainqueur d'un tournoi par correspondance qui s'est tenu de 1889 à 1892, organisé par le journal le Monde Illustré. Il remporte ce tournoi de manière remarquable avec quarante-cinq victoires, trois nuls et aucune défaite.
Berger est l'éditeur d'une revue sur les échecs, la Deutsche Schachzeitung, et l'auteur de plusieurs livres : Das Schachproblem und dessen Kunstgerechte Darstellung en 1884 (où il a précisé des idéaux pour l'école continentale de problémistes), Theorie und Praxis der Endspiele en 1890  et Problemen, Studien und Partien en 1914.
Il est également un auteur majeur d'études de fin de partie, en ayant publié plus de 100. Il est très connu pour ces travaux, qui ont été pendant des décennies les références généralement admises.
Johann Berger a laissé son nom au système de départage Sonneborn-Berger et aux tables d'appariement dites tables de Berger.

## Exemple de composition
|   | a | b | c | d | e | f | g | h |   |
| 8 | Roi noir sur case noire b8 · Pion noir sur case blanche a6 · Pion noir sur case blanche g6 · Pion noir sur case noire g5 · Pion blanc sur case blanche g4 · Pion blanc sur case blanche f3 · Pion blanc sur case blanche h3 · Pion blanc sur case blanche g2 · Roi blanc sur case noire h2 | Roi noir sur case noire b8 · Pion noir sur case blanche a6 · Pion noir sur case blanche g6 · Pion noir sur case noire g5 · Pion blanc sur case blanche g4 · Pion blanc sur case blanche f3 · Pion blanc sur case blanche h3 · Pion blanc sur case blanche g2 · Roi blanc sur case noire h2 | Roi noir sur case noire b8 · Pion noir sur case blanche a6 · Pion noir sur case blanche g6 · Pion noir sur case noire g5 · Pion blanc sur case blanche g4 · Pion blanc sur case blanche f3 · Pion blanc sur case blanche h3 · Pion blanc sur case blanche g2 · Roi blanc sur case noire h2 | Roi noir sur case noire b8 · Pion noir sur case blanche a6 · Pion noir sur case blanche g6 · Pion noir sur case noire g5 · Pion blanc sur case blanche g4 · Pion blanc sur case blanche f3 · Pion blanc sur case blanche h3 · Pion blanc sur case blanche g2 · Roi blanc sur case noire h2 | Roi noir sur case noire b8 · Pion noir sur case blanche a6 · Pion noir sur case blanche g6 · Pion noir sur case noire g5 · Pion blanc sur case blanche g4 · Pion blanc sur case blanche f3 · Pion blanc sur case blanche h3 · Pion blanc sur case blanche g2 · Roi blanc sur case noire h2 | Roi noir sur case noire b8 · Pion noir sur case blanche a6 · Pion noir sur case blanche g6 · Pion noir sur case noire g5 · Pion blanc sur case blanche g4 · Pion blanc sur case blanche f3 · Pion blanc sur case blanche h3 · Pion blanc sur case blanche g2 · Roi blanc sur case noire h2 | Roi noir sur case noire b8 · Pion noir sur case blanche a6 · Pion noir sur case blanche g6 · Pion noir sur case noire g5 · Pion blanc sur case blanche g4 · Pion blanc sur case blanche f3 · Pion blanc sur case blanche h3 · Pion blanc sur case blanche g2 · Roi blanc sur case noire h2 | Roi noir sur case noire b8 · Pion noir sur case blanche a6 · Pion noir sur case blanche g6 · Pion noir sur case noire g5 · Pion blanc sur case blanche g4 · Pion blanc sur case blanche f3 · Pion blanc sur case blanche h3 · Pion blanc sur case blanche g2 · Roi blanc sur case noire h2 | 8 |
| 7 | Roi noir sur case noire b8 · Pion noir sur case blanche a6 · Pion noir sur case blanche g6 · Pion noir sur case noire g5 · Pion blanc sur case blanche g4 · Pion blanc sur case blanche f3 · Pion blanc sur case blanche h3 · Pion blanc sur case blanche g2 · Roi blanc sur case noire h2 | Roi noir sur case noire b8 · Pion noir sur case blanche a6 · Pion noir sur case blanche g6 · Pion noir sur case noire g5 · Pion blanc sur case blanche g4 · Pion blanc sur case blanche f3 · Pion blanc sur case blanche h3 · Pion blanc sur case blanche g2 · Roi blanc sur case noire h2 | Roi noir sur case noire b8 · Pion noir sur case blanche a6 · Pion noir sur case blanche g6 · Pion noir sur case noire g5 · Pion blanc sur case blanche g4 · Pion blanc sur case blanche f3 · Pion blanc sur case blanche h3 · Pion blanc sur case blanche g2 · Roi blanc sur case noire h2 | Roi noir sur case noire b8 · Pion noir sur case blanche a6 · Pion noir sur case blanche g6 · Pion noir sur case noire g5 · Pion blanc sur case blanche g4 · Pion blanc sur case blanche f3 · Pion blanc sur case blanche h3 · Pion blanc sur case blanche g2 · Roi blanc sur case noire h2 | Roi noir sur case noire b8 · Pion noir sur case blanche a6 · Pion noir sur case blanche g6 · Pion noir sur case noire g5 · Pion blanc sur case blanche g4 · Pion blanc sur case blanche f3 · Pion blanc sur case blanche h3 · Pion blanc sur case blanche g2 · Roi blanc sur case noire h2 | Roi noir sur case noire b8 · Pion noir sur case blanche a6 · Pion noir sur case blanche g6 · Pion noir sur case noire g5 · Pion blanc sur case blanche g4 · Pion blanc sur case blanche f3 · Pion blanc sur case blanche h3 · Pion blanc sur case blanche g2 · Roi blanc sur case noire h2 | Roi noir sur case noire b8 · Pion noir sur case blanche a6 · Pion noir sur case blanche g6 · Pion noir sur case noire g5 · Pion blanc sur case blanche g4 · Pion blanc sur case blanche f3 · Pion blanc sur case blanche h3 · Pion blanc sur case blanche g2 · Roi blanc sur case noire h2 | Roi noir sur case noire b8 · Pion noir sur case blanche a6 · Pion noir sur case blanche g6 · Pion noir sur case noire g5 · Pion blanc sur case blanche g4 · Pion blanc sur case blanche f3 · Pion blanc sur case blanche h3 · Pion blanc sur case blanche g2 · Roi blanc sur case noire h2 | 7 |
| 6 | Roi noir sur case noire b8 · Pion noir sur case blanche a6 · Pion noir sur case blanche g6 · Pion noir sur case noire g5 · Pion blanc sur case blanche g4 · Pion blanc sur case blanche f3 · Pion blanc sur case blanche h3 · Pion blanc sur case blanche g2 · Roi blanc sur case noire h2 | Roi noir sur case noire b8 · Pion noir sur case blanche a6 · Pion noir sur case blanche g6 · Pion noir sur case noire g5 · Pion blanc sur case blanche g4 · Pion blanc sur case blanche f3 · Pion blanc sur case blanche h3 · Pion blanc sur case blanche g2 · Roi blanc sur case noire h2 | Roi noir sur case noire b8 · Pion noir sur case blanche a6 · Pion noir sur case blanche g6 · Pion noir sur case noire g5 · Pion blanc sur case blanche g4 · Pion blanc sur case blanche f3 · Pion blanc sur case blanche h3 · Pion blanc sur case blanche g2 · Roi blanc sur case noire h2 | Roi noir sur case noire b8 · Pion noir sur case blanche a6 · Pion noir sur case blanche g6 · Pion noir sur case noire g5 · Pion blanc sur case blanche g4 · Pion blanc sur case blanche f3 · Pion blanc sur case blanche h3 · Pion blanc sur case blanche g2 · Roi blanc sur case noire h2 | Roi noir sur case noire b8 · Pion noir sur case blanche a6 · Pion noir sur case blanche g6 · Pion noir sur case noire g5 · Pion blanc sur case blanche g4 · Pion blanc sur case blanche f3 · Pion blanc sur case blanche h3 · Pion blanc sur case blanche g2 · Roi blanc sur case noire h2 | Roi noir sur case noire b8 · Pion noir sur case blanche a6 · Pion noir sur case blanche g6 · Pion noir sur case noire g5 · Pion blanc sur case blanche g4 · Pion blanc sur case blanche f3 · Pion blanc sur case blanche h3 · Pion blanc sur case blanche g2 · Roi blanc sur case noire h2 | Roi noir sur case noire b8 · Pion noir sur case blanche a6 · Pion noir sur case blanche g6 · Pion noir sur case noire g5 · Pion blanc sur case blanche g4 · Pion blanc sur case blanche f3 · Pion blanc sur case blanche h3 · Pion blanc sur case blanche g2 · Roi blanc sur case noire h2 | Roi noir sur case noire b8 · Pion noir sur case blanche a6 · Pion noir sur case blanche g6 · Pion noir sur case noire g5 · Pion blanc sur case blanche g4 · Pion blanc sur case blanche f3 · Pion blanc sur case blanche h3 · Pion blanc sur case blanche g2 · Roi blanc sur case noire h2 | 6 |
| 5 | Roi noir sur case noire b8 · Pion noir sur case blanche a6 · Pion noir sur case blanche g6 · Pion noir sur case noire g5 · Pion blanc sur case blanche g4 · Pion blanc sur case blanche f3 · Pion blanc sur case blanche h3 · Pion blanc sur case blanche g2 · Roi blanc sur case noire h2 | Roi noir sur case noire b8 · Pion noir sur case blanche a6 · Pion noir sur case blanche g6 · Pion noir sur case noire g5 · Pion blanc sur case blanche g4 · Pion blanc sur case blanche f3 · Pion blanc sur case blanche h3 · Pion blanc sur case blanche g2 · Roi blanc sur case noire h2 | Roi noir sur case noire b8 · Pion noir sur case blanche a6 · Pion noir sur case blanche g6 · Pion noir sur case noire g5 · Pion blanc sur case blanche g4 · Pion blanc sur case blanche f3 · Pion blanc sur case blanche h3 · Pion blanc sur case blanche g2 · Roi blanc sur case noire h2 | Roi noir sur case noire b8 · Pion noir sur case blanche a6 · Pion noir sur case blanche g6 · Pion noir sur case noire g5 · Pion blanc sur case blanche g4 · Pion blanc sur case blanche f3 · Pion blanc sur case blanche h3 · Pion blanc sur case blanche g2 · Roi blanc sur case noire h2 | Roi noir sur case noire b8 · Pion noir sur case blanche a6 · Pion noir sur case blanche g6 · Pion noir sur case noire g5 · Pion blanc sur case blanche g4 · Pion blanc sur case blanche f3 · Pion blanc sur case blanche h3 · Pion blanc sur case blanche g2 · Roi blanc sur case noire h2 | Roi noir sur case noire b8 · Pion noir sur case blanche a6 · Pion noir sur case blanche g6 · Pion noir sur case noire g5 · Pion blanc sur case blanche g4 · Pion blanc sur case blanche f3 · Pion blanc sur case blanche h3 · Pion blanc sur case blanche g2 · Roi blanc sur case noire h2 | Roi noir sur case noire b8 · Pion noir sur case blanche a6 · Pion noir sur case blanche g6 · Pion noir sur case noire g5 · Pion blanc sur case blanche g4 · Pion blanc sur case blanche f3 · Pion blanc sur case blanche h3 · Pion blanc sur case blanche g2 · Roi blanc sur case noire h2 | Roi noir sur case noire b8 · Pion noir sur case blanche a6 · Pion noir sur case blanche g6 · Pion noir sur case noire g5 · Pion blanc sur case blanche g4 · Pion blanc sur case blanche f3 · Pion blanc sur case blanche h3 · Pion blanc sur case blanche g2 · Roi blanc sur case noire h2 | 5 |
| 4 | Roi noir sur case noire b8 · Pion noir sur case blanche a6 · Pion noir sur case blanche g6 · Pion noir sur case noire g5 · Pion blanc sur case blanche g4 · Pion blanc sur case blanche f3 · Pion blanc sur case blanche h3 · Pion blanc sur case blanche g2 · Roi blanc sur case noire h2 | Roi noir sur case noire b8 · Pion noir sur case blanche a6 · Pion noir sur case blanche g6 · Pion noir sur case noire g5 · Pion blanc sur case blanche g4 · Pion blanc sur case blanche f3 · Pion blanc sur case blanche h3 · Pion blanc sur case blanche g2 · Roi blanc sur case noire h2 | Roi noir sur case noire b8 · Pion noir sur case blanche a6 · Pion noir sur case blanche g6 · Pion noir sur case noire g5 · Pion blanc sur case blanche g4 · Pion blanc sur case blanche f3 · Pion blanc sur case blanche h3 · Pion blanc sur case blanche g2 · Roi blanc sur case noire h2 | Roi noir sur case noire b8 · Pion noir sur case blanche a6 · Pion noir sur case blanche g6 · Pion noir sur case noire g5 · Pion blanc sur case blanche g4 · Pion blanc sur case blanche f3 · Pion blanc sur case blanche h3 · Pion blanc sur case blanche g2 · Roi blanc sur case noire h2 | Roi noir sur case noire b8 · Pion noir sur case blanche a6 · Pion noir sur case blanche g6 · Pion noir sur case noire g5 · Pion blanc sur case blanche g4 · Pion blanc sur case blanche f3 · Pion blanc sur case blanche h3 · Pion blanc sur case blanche g2 · Roi blanc sur case noire h2 | Roi noir sur case noire b8 · Pion noir sur case blanche a6 · Pion noir sur case blanche g6 · Pion noir sur case noire g5 · Pion blanc sur case blanche g4 · Pion blanc sur case blanche f3 · Pion blanc sur case blanche h3 · Pion blanc sur case blanche g2 · Roi blanc sur case noire h2 | Roi noir sur case noire b8 · Pion noir sur case blanche a6 · Pion noir sur case blanche g6 · Pion noir sur case noire g5 · Pion blanc sur case blanche g4 · Pion blanc sur case blanche f3 · Pion blanc sur case blanche h3 · Pion blanc sur case blanche g2 · Roi blanc sur case noire h2 | Roi noir sur case noire b8 · Pion noir sur case blanche a6 · Pion noir sur case blanche g6 · Pion noir sur case noire g5 · Pion blanc sur case blanche g4 · Pion blanc sur case blanche f3 · Pion blanc sur case blanche h3 · Pion blanc sur case blanche g2 · Roi blanc sur case noire h2 | 4 |
| 3 | Roi noir sur case noire b8 · Pion noir sur case blanche a6 · Pion noir sur case blanche g6 · Pion noir sur case noire g5 · Pion blanc sur case blanche g4 · Pion blanc sur case blanche f3 · Pion blanc sur case blanche h3 · Pion blanc sur case blanche g2 · Roi blanc sur case noire h2 | Roi noir sur case noire b8 · Pion noir sur case blanche a6 · Pion noir sur case blanche g6 · Pion noir sur case noire g5 · Pion blanc sur case blanche g4 · Pion blanc sur case blanche f3 · Pion blanc sur case blanche h3 · Pion blanc sur case blanche g2 · Roi blanc sur case noire h2 | Roi noir sur case noire b8 · Pion noir sur case blanche a6 · Pion noir sur case blanche g6 · Pion noir sur case noire g5 · Pion blanc sur case blanche g4 · Pion blanc sur case blanche f3 · Pion blanc sur case blanche h3 · Pion blanc sur case blanche g2 · Roi blanc sur case noire h2 | Roi noir sur case noire b8 · Pion noir sur case blanche a6 · Pion noir sur case blanche g6 · Pion noir sur case noire g5 · Pion blanc sur case blanche g4 · Pion blanc sur case blanche f3 · Pion blanc sur case blanche h3 · Pion blanc sur case blanche g2 · Roi blanc sur case noire h2 | Roi noir sur case noire b8 · Pion noir sur case blanche a6 · Pion noir sur case blanche g6 · Pion noir sur case noire g5 · Pion blanc sur case blanche g4 · Pion blanc sur case blanche f3 · Pion blanc sur case blanche h3 · Pion blanc sur case blanche g2 · Roi blanc sur case noire h2 | Roi noir sur case noire b8 · Pion noir sur case blanche a6 · Pion noir sur case blanche g6 · Pion noir sur case noire g5 · Pion blanc sur case blanche g4 · Pion blanc sur case blanche f3 · Pion blanc sur case blanche h3 · Pion blanc sur case blanche g2 · Roi blanc sur case noire h2 | Roi noir sur case noire b8 · Pion noir sur case blanche a6 · Pion noir sur case blanche g6 · Pion noir sur case noire g5 · Pion blanc sur case blanche g4 · Pion blanc sur case blanche f3 · Pion blanc sur case blanche h3 · Pion blanc sur case blanche g2 · Roi blanc sur case noire h2 | Roi noir sur case noire b8 · Pion noir sur case blanche a6 · Pion noir sur case blanche g6 · Pion noir sur case noire g5 · Pion blanc sur case blanche g4 · Pion blanc sur case blanche f3 · Pion blanc sur case blanche h3 · Pion blanc sur case blanche g2 · Roi blanc sur case noire h2 | 3 |
| 2 | Roi noir sur case noire b8 · Pion noir sur case blanche a6 · Pion noir sur case blanche g6 · Pion noir sur case noire g5 · Pion blanc sur case blanche g4 · Pion blanc sur case blanche f3 · Pion blanc sur case blanche h3 · Pion blanc sur case blanche g2 · Roi blanc sur case noire h2 | Roi noir sur case noire b8 · Pion noir sur case blanche a6 · Pion noir sur case blanche g6 · Pion noir sur case noire g5 · Pion blanc sur case blanche g4 · Pion blanc sur case blanche f3 · Pion blanc sur case blanche h3 · Pion blanc sur case blanche g2 · Roi blanc sur case noire h2 | Roi noir sur case noire b8 · Pion noir sur case blanche a6 · Pion noir sur case blanche g6 · Pion noir sur case noire g5 · Pion blanc sur case blanche g4 · Pion blanc sur case blanche f3 · Pion blanc sur case blanche h3 · Pion blanc sur case blanche g2 · Roi blanc sur case noire h2 | Roi noir sur case noire b8 · Pion noir sur case blanche a6 · Pion noir sur case blanche g6 · Pion noir sur case noire g5 · Pion blanc sur case blanche g4 · Pion blanc sur case blanche f3 · Pion blanc sur case blanche h3 · Pion blanc sur case blanche g2 · Roi blanc sur case noire h2 | Roi noir sur case noire b8 · Pion noir sur case blanche a6 · Pion noir sur case blanche g6 · Pion noir sur case noire g5 · Pion blanc sur case blanche g4 · Pion blanc sur case blanche f3 · Pion blanc sur case blanche h3 · Pion blanc sur case blanche g2 · Roi blanc sur case noire h2 | Roi noir sur case noire b8 · Pion noir sur case blanche a6 · Pion noir sur case blanche g6 · Pion noir sur case noire g5 · Pion blanc sur case blanche g4 · Pion blanc sur case blanche f3 · Pion blanc sur case blanche h3 · Pion blanc sur case blanche g2 · Roi blanc sur case noire h2 | Roi noir sur case noire b8 · Pion noir sur case blanche a6 · Pion noir sur case blanche g6 · Pion noir sur case noire g5 · Pion blanc sur case blanche g4 · Pion blanc sur case blanche f3 · Pion blanc sur case blanche h3 · Pion blanc sur case blanche g2 · Roi blanc sur case noire h2 | Roi noir sur case noire b8 · Pion noir sur case blanche a6 · Pion noir sur case blanche g6 · Pion noir sur case noire g5 · Pion blanc sur case blanche g4 · Pion blanc sur case blanche f3 · Pion blanc sur case blanche h3 · Pion blanc sur case blanche g2 · Roi blanc sur case noire h2 | 2 |
| 1 | Roi noir sur case noire b8 · Pion noir sur case blanche a6 · Pion noir sur case blanche g6 · Pion noir sur case noire g5 · Pion blanc sur case blanche g4 · Pion blanc sur case blanche f3 · Pion blanc sur case blanche h3 · Pion blanc sur case blanche g2 · Roi blanc sur case noire h2 | Roi noir sur case noire b8 · Pion noir sur case blanche a6 · Pion noir sur case blanche g6 · Pion noir sur case noire g5 · Pion blanc sur case blanche g4 · Pion blanc sur case blanche f3 · Pion blanc sur case blanche h3 · Pion blanc sur case blanche g2 · Roi blanc sur case noire h2 | Roi noir sur case noire b8 · Pion noir sur case blanche a6 · Pion noir sur case blanche g6 · Pion noir sur case noire g5 · Pion blanc sur case blanche g4 · Pion blanc sur case blanche f3 · Pion blanc sur case blanche h3 · Pion blanc sur case blanche g2 · Roi blanc sur case noire h2 | Roi noir sur case noire b8 · Pion noir sur case blanche a6 · Pion noir sur case blanche g6 · Pion noir sur case noire g5 · Pion blanc sur case blanche g4 · Pion blanc sur case blanche f3 · Pion blanc sur case blanche h3 · Pion blanc sur case blanche g2 · Roi blanc sur case noire h2 | Roi noir sur case noire b8 · Pion noir sur case blanche a6 · Pion noir sur case blanche g6 · Pion noir sur case noire g5 · Pion blanc sur case blanche g4 · Pion blanc sur case blanche f3 · Pion blanc sur case blanche h3 · Pion blanc sur case blanche g2 · Roi blanc sur case noire h2 | Roi noir sur case noire b8 · Pion noir sur case blanche a6 · Pion noir sur case blanche g6 · Pion noir sur case noire g5 · Pion blanc sur case blanche g4 · Pion blanc sur case blanche f3 · Pion blanc sur case blanche h3 · Pion blanc sur case blanche g2 · Roi blanc sur case noire h2 | Roi noir sur case noire b8 · Pion noir sur case blanche a6 · Pion noir sur case blanche g6 · Pion noir sur case noire g5 · Pion blanc sur case blanche g4 · Pion blanc sur case blanche f3 · Pion blanc sur case blanche h3 · Pion blanc sur case blanche g2 · Roi blanc sur case noire h2 | Roi noir sur case noire b8 · Pion noir sur case blanche a6 · Pion noir sur case blanche g6 · Pion noir sur case noire g5 · Pion blanc sur case blanche g4 · Pion blanc sur case blanche f3 · Pion blanc sur case blanche h3 · Pion blanc sur case blanche g2 · Roi blanc sur case noire h2 | 1 |
|   | a | b | c | d | e | f | g | h |   |

Cette curieuse étude est basée sur le thème du pat.